# Pénestes
Les Pénestes (en grec ancien οἱ Πενέσται / hoi penéstai) sont une population de dépendants thessaliens dont le statut, nettement plus favorable que celui des hilotes spartiates, peut être comparé à celui des vilains (paysans) du Moyen Âge vis-à-vis du seigneur propriétaire.
Les terres thessaliennes sont riches et étendues, les lots de terre sont de bonne dimension. Le versement de la contribution laisse supposer que les pénestes disposent librement du reste et qu'ils peuvent posséder des biens. Ainsi, Archémaque, auteur cité par Athénée au Livre VI du Banquet des Deipnosophistes note que beaucoup sont plus riches que bien des Thessaliens. Certains Pénestes, nommés « latreis », occupent des fonctions de domestiques. Les Pénestes reçoivent en échange un salaire, et appartiennent aux familles nobles de Thessalie, descendants des Doriens. L’historien Staphylos de Naucratis au Livre III de son ouvrage Sur l’Éolie explique qu’ils sont également appelés « Thessalicètes  », et Denys d'Halicarnasse dit qu’ils sont battus quand ils regimbent à obéir et que de manière générale, ils sont traités comme des esclaves achetés. Ils semblent avoir été bien moins nombreux que les Thessaliens libres.

## Statut
Dans une critique politique que fait Platon dans son Livre VI Des Lois, leur statut n’est pas comparable à celui des Hilotes ; Aristote, se débarrassant de la hiérarchisation platonicienne, les met au même niveau (le critère principal étant leur docilité et non leurs avantages). La tradition en fait les descendants d’Achéens soumis par de nouveaux arrivants originaires de Thesprotie, soumis par les Héraclides par la génération qui suit directement Thessalos. Archémaque, auteur du IIIe siècle av. J.-C., estime pour sa part qu’il s’agit de Béotiens, :

« [Ils] se livrèrent aux Thessaliens pour servir comme esclaves par une convention stipulant que ceux-ci ne les emmèneraient pas hors du territoire [thessalien] et qu'ils ne les tueraient pas, et qu'eux-mêmes cultiveraient le territoire à leur profit en leur versant des contributions »